# 結節表孔珊瑚
結節表孔珊瑚（学名：Montipora tuberculosa）为軸孔珊瑚科表孔珊瑚屬下的一个种。